# Torda
Torda (ćirilično: Торда, mađarski: Torontáltorda) je naselje u Banatu u Vojvodini u sastavu općine Žitište.

## Stanovništvo
U naselju Torda živi 1.771 stanovnik, od toga 1.409 punoljetna stanovnika, prosječna starost stanovništva iznosi 41,8 godina (39,5 kod muškaraca i 43,9 kod žena). U naselju ima 651 domaćinstvo, a prosječan broj članova po domaćinstvu je 2,72.

## Znameniti ljudi
U Tordi (Torontáltorda) se rodio 16. siječnja 1814 Josip Mihalović, zagrebački nadbiskup i kardinal.
| Etnički sastav 2002. |            |        |
| Narod                | Stanovnika | %      |
| Mađari               | 1.533      | 86,56% |
| Romi                 | 82         | 4,63%  |
| Srbi                 | 46         | 2,59%  |
| Jugoslaveni          | 10         | 0,56%  |
| Hrvati               | 6          | 0,33%  |
| Rumunji              | 2          | 0,11%  |
| Nijemci              | 1          | 0,04%  |
| nepoznato            | 1          | 0,04%  |

| broj stanovnika | 4172  | 4085  | 3803  | 3345  | 2697  | 2183  | 1771  |
|                 | 1948. | 1953. | 1961. | 1971. | 1981. | 1991. | 2001. |

## Grad prijatelj
- Turda, Rumunjska

## Vanjske poveznice
- Karte, položaj, zemljopisni podaci o naselju